# Bíborhátú földigalamb
A bíborhátú földigalamb (Zentrygon lawrencii) a madarak osztályának galambalakúak (Columbiformes) rendjéhez és a galambfélék (Columbidae) családjához tartozó  faj.

## Rendszerezése
A fajt Osbert Salvin amerikai ornitológus írta le 1874-ben, a Geotrygon nembe Geotrygon lawrencii néven.

## Előfordulása
Costa Rica és Panama területén. Természetes élőhelyei a szubtrópusi vagy trópusi síkvidéki és hegyi esőerdők. Állandó nem vonuló faj.

## Megjelenése
Testhossza 25-27 centiméter.

## Természetvédelmi helyzete
Az elterjedési területe nagy, egyedszáma ugyan csökken, de még nem éri el a kritikus szintet. A Természetvédelmi Világszövetség Vörös listáján nem fenyegetett fajként szerepel.